# Kommandoposten Heinrich

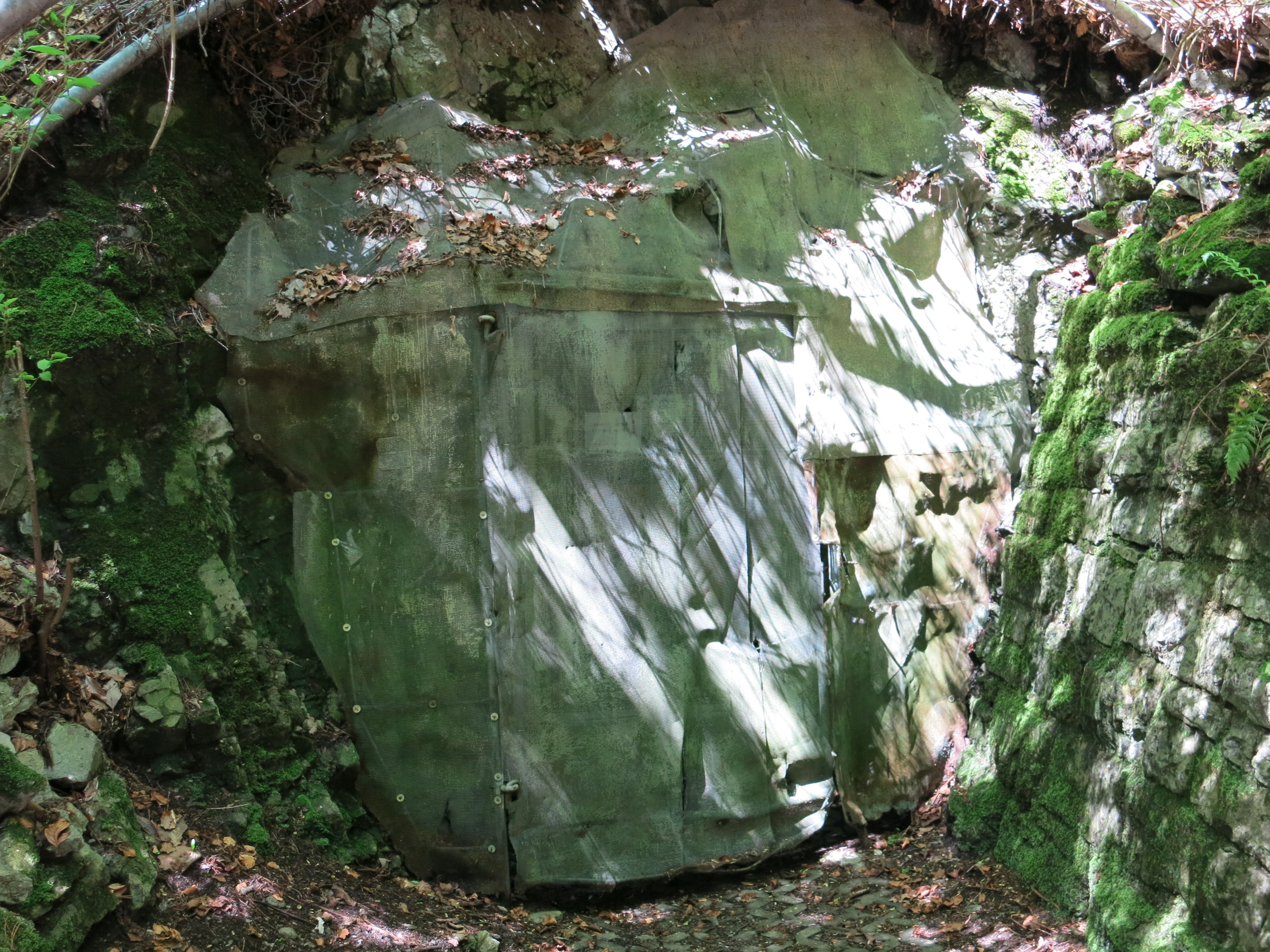
Eingang links mit Tarnung

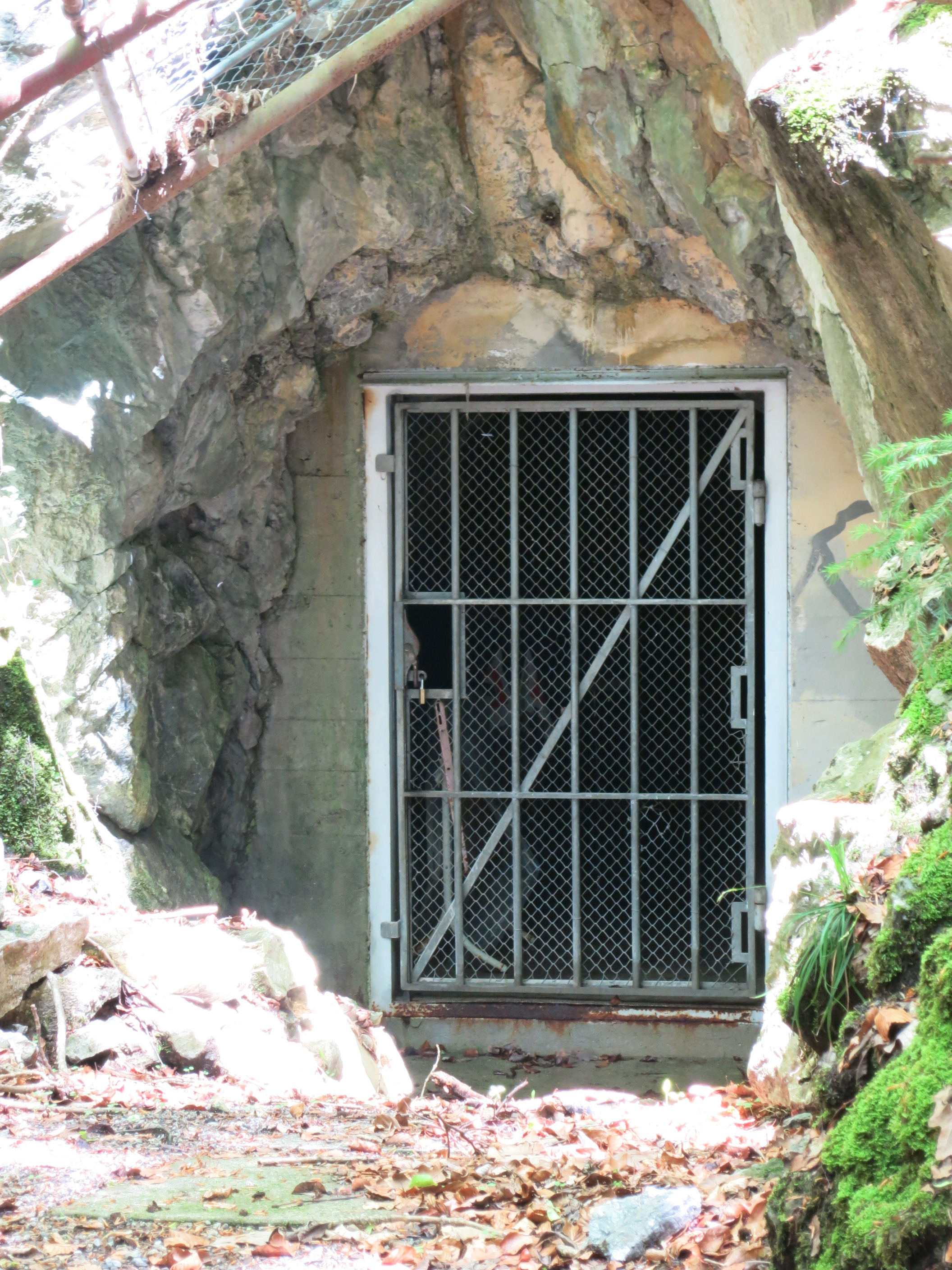
Eingang rechts

Der Kommandoposten Heinrich (Armeebezeichnung «KP Heinrich» A 1956) befindet sich im Fels (Triaskalk) des  Hondrichhügels (Hondrichwald) 851,8 m ü. M., dem höchsten Punkt der Gemeinde Spiez, und am linken Ufer des  Thunersees im Berner Oberland. 
Das Werk gehörte zur Sperrstelle Hondrich (Armeebezeichnung Nr. 2129) und zum Einsatzraum der 3. Division und ab 1947 der Reduitbrigade 21. Es wurde 1941–1943 erstellt und 2005 aus der Geheimhaltung entlassen.

## Geschichte
Der Anstoss zum Bau des Werks gab die von General Guisan befohlene neue Armeestellung im Reduit (Operationsbefehle Nr. 11, 12, 13). Die  3. Division (Berner Division) wurde von der Limmatstellung abgezogen und dislozierte vom Fricktal in den neuen Einsatzraum beidseits des Thunersees. 
Der KP Heinrich war die zentrale Feuerkoordinations-/Feuerleitstelle mit Kommando- und Beobachtungsposten für die Artilleriewerke rund um den Thunersee (Aeschiried, Burg, Faulensee, Hondrich, Krattigen und Hentschenried, Legi, Mülenen, Heustrich Schmockenfluh, Waldbrand) sowie der mobilen Batterien.

## Bau

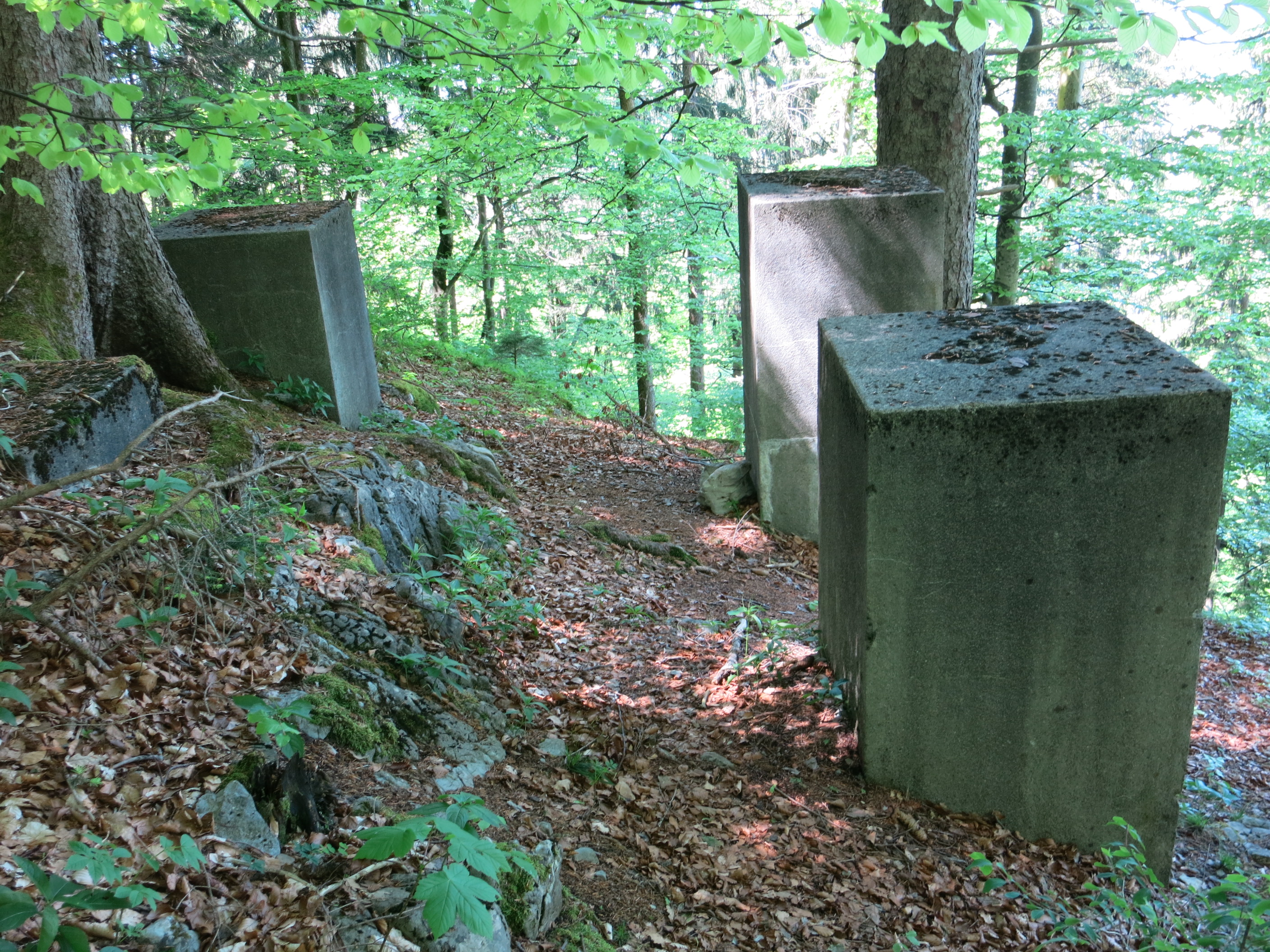
Fundament des ehemaligen Beobachtungsturms Ost

Aufgrund der relativ stabilen Reduitfront sollten mit dem Bau des Kommandopostens Heinrich zentrale Beobachtungsposten und eine Feuerleitung für die ganze Artilleriegruppe ermöglicht werden. Im September 1940 hatten Offiziere der Art Beob Kp 3 im Hondrichwald mögliche Standorte für zwei Lichtmesspunkte evaluiert und Fotos für ein Panorama Hondrichwald erstellt. Im Januar 1941 wurden Bunker und Stollen projektiert und Stollenausgänge abgesteckt. Im September wurden die beiden Eingangsstollen, von Oktober bis März die beiden zentralen Stollen, der Hauptstollen sowie Zugangs-, Neben-, Seiten- (Unterkunftsräume und Büros) und Fensterstollen ausgebrochen. Anschliessend wurden die Sohlen und Treppen betoniert und die Funk- und Mannschaftskavernen zur Abdichtung mit speziellem Spritzbeton gunitiert. 1943 wurden die Bauwerke und -installationen (Türen, Beobachtungsscharten, Trennwände, Wasserreservoir, WC- und Waschanlage mit Lüftung, Telefonzentralenraum, Niedervoltinstallation) erstellt. Die Baukosten beliefen sich auf rund 900.000 Franken.
Am West- und Ostende des Hondrichhügels wurden im Oktober/November 1940 zwei zerlegbare Beobachtungstürme auf Betonsockeln aufgestellt, die vorher an der Limmatstellung am Gebenstorferhorn standen (sie wurden 1955/56 abgebrochen). Der Turmoberteil konnte 5 Meter eingezogen werden, womit der Turm ausserhalb der Beobachtungszeit in den Baumkronen verschwand.

## Die Infrastruktur des Kommandopostens

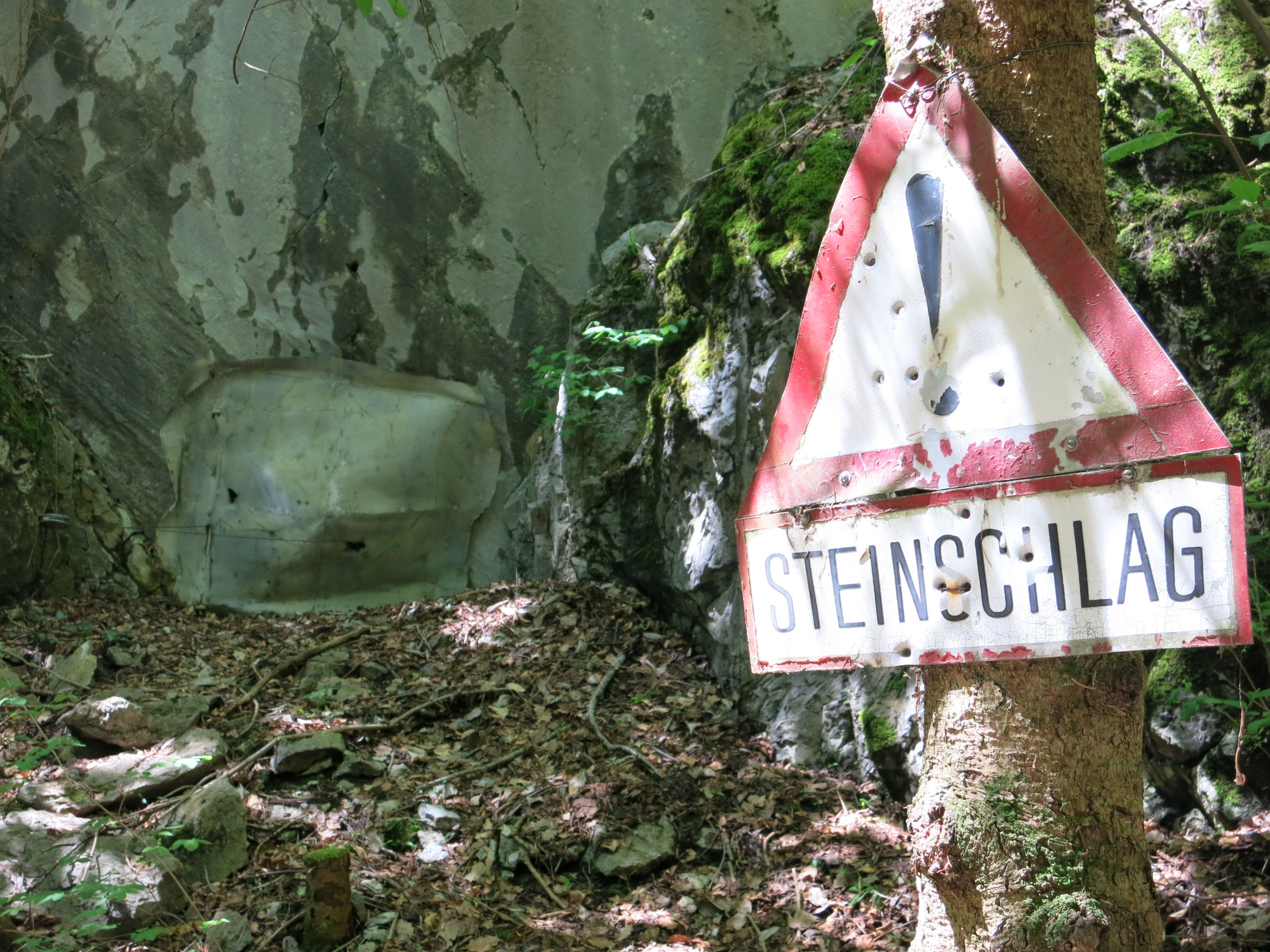
Nahverteidigung links

Der Zugang erfolgt vom Bäuert Hondrich her über zwei Fusswege, die durch den Wald bis zum Vorplatz der Anlage und zu den beiden Stolleneingängen führen. Er war neben den Fusswegen durch eine Materialseilbahn erschlossen.
Der Kommandoposten hatte einen 318 Meter langen Hauptstollen, vier Doppelbeobachtungsstände (von Ost nach West: A, B, C, D) mit Auswerteräumen, 11 Funknischen/-kabinen und zwei Eingängen mit je einer Scharte zur Nahverteidigung, Telefonverbindungen und eine grosse Zentrale. Der Beobachtungsstand D verfügte über eine Scharte für Scherenfernrohr und Lichtmesstheodoliten.
Die 10 Meter über dem Eingang liegende Hauptetage wird über eine Treppe erreicht. Bei der Hauptkreuzung treffen sich die zwei Zentralstollen, der Neben- oder Fensterstollen (Notausgang, Seilbahnzugang) sowie der Zugangsstollen zum Unterkunfts- und Bürotrakt und zum Hauptstollen. 
Die Werkverteidigung bestand aus einer Eingangs- und Nahverteidigung. Die Notausgänge befinden sich beim Fensterstollen und in der Nähe des Beobachtungsstandes A.

### Heutige Infrastruktur
- Telefonzentrale P66/90 (1968)
- Frischwasserversorgung
- Waschraum und Toilettenanlage
- Energieversorgung
- Maschinenraum, Gasschleuse, Panzertüren (1953)
- Heizung und Kühlung
- Ventilation, Gasschutz, Klimaanlage (1954)
- Werkschutz
- Küche, Unterkunft, Büro (1957)
- Materialseilbahn (2007 abgebaut)

## Artilleriebeobachtung

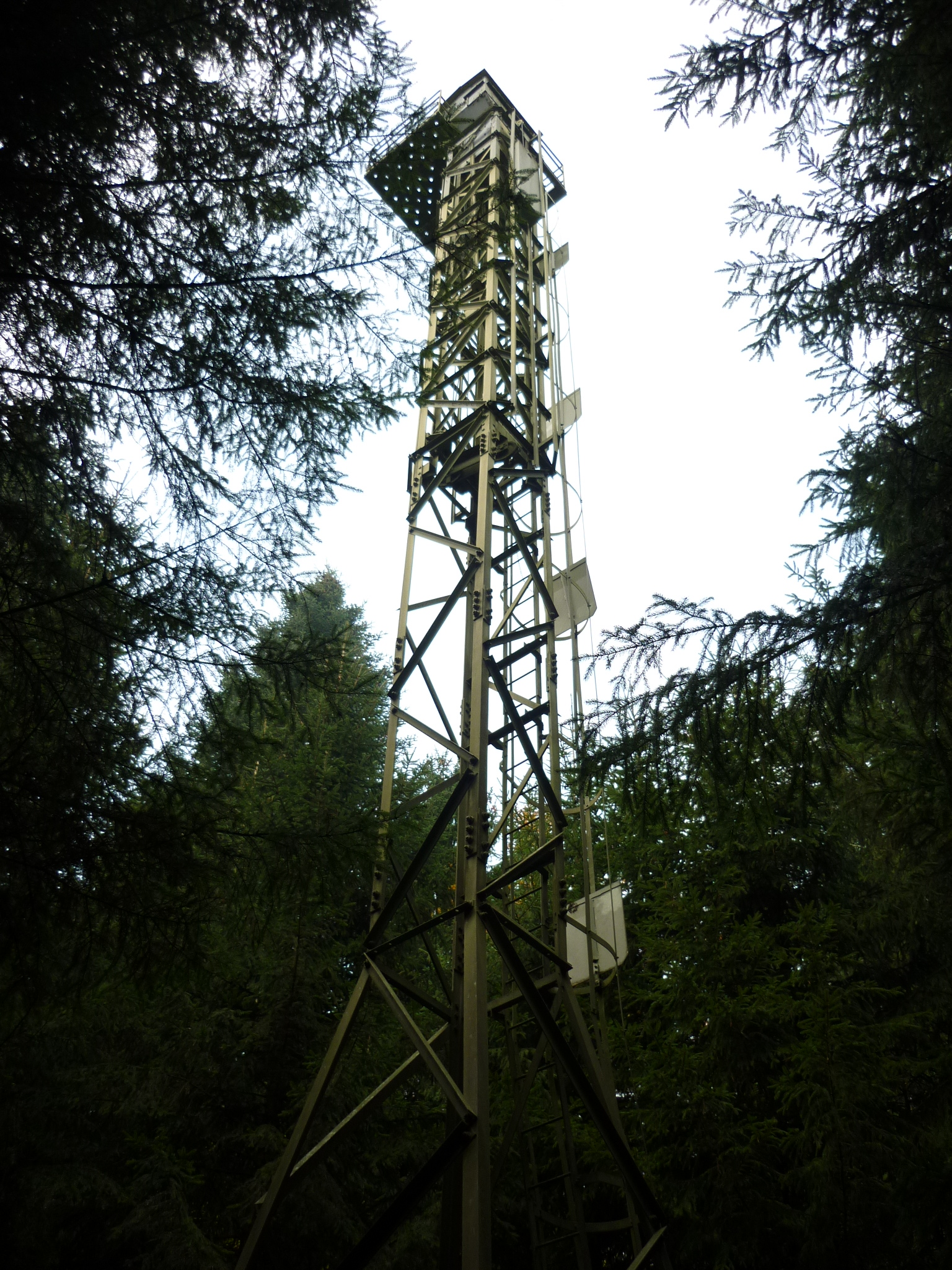
Beobachtungsturm am Gebenstorferhorn

Der KP Heinrich wurde hauptsächlich von der Artilleriebeobachtungskompanie 3 betrieben. 
Der im Ersten Weltkrieg entwickelte Artillerienachrichtendienst (Art ND) umfasste Kavallerie, Radfahrerpatrouillen, Ballonpioniere und Flieger. Mit der Truppenordnung 1924 wurden die Artilleriebeobachtungskompanien (Art Beob Kp) eingeführt. Der Art ND hatte für die Artillerie relevante Nachrichten zu ermitteln, zu sammeln und zu prüfen sowie Nachrichten verschiedener  Quellen zu vergleichen und diese an die das betreffende Artilleriekommando weiterzuleiten. 
Mit der Truppenordnung 1936 (TO36) wurde jeder Division eine Art Beob Kp zugeteilt, die aus Stab, Schallmesszug, Lichtmesszug,  Photographenzug, Wetterzug, Verbindungszug und Motorfahrerzug bestand. Die Art Beob Kp musste Standorte und Feuerintensität feindlicher Batterien anhand ihres Feuers feststellen, damit diese von der eigenen Artillerie bekämpft werden konnten. 
Damit der Schiesskommandant das Feuer der Batterie leiten konnte, wurde er auf dem Beobachtungsposten von einem Schreiber und von Telefonisten unterstützt. Neben Schiess- und topographischen Karten, Kartenwinkelmesser, Koordinaten und Seitenskalen der Leitgeschütze verwendete er Grabenfernrohr, Batterieinstrument oder Lichtmesstheodolit.
Die Art Beob Kp 3 hatte im Reduit Stellungen, Fotostandorte, Bauten, Stollen zu vermessen und im Raum Thun Dispositive und Fotopanoramen zu erstellen. Die bisherige Schall- und Lichtmessung war überholt und die entsprechenden Einheiten wurden 1949 aufgelöst. 

## Truppen
Während des Zweiten Weltkriegs (Aktivdienst 1939–1945): Die Artillerie Gruppe II der 3. Division mit dem Schweren Motorkanonenregiment 14 (ab Juni 1941 Regiment 12) und der Schweren Motorkanonenabteilung 3 hatte ihre Feuerstellungen im Raum Faulensee-Krattigen-Reichenbach-Aeschi-Hondrich und den Kommandoposten im Hondrichwald. 
Während des Kalten Kriegs: Das Festungsartillerieregiment (Fest Art Rgt) 21 wurde im April 1948 aufgestellt. Es umfasste neben der Festungsabteilung 8 die für den Kommandoposten Heinrich relevanten Einheiten: Festungsartillerieabteilung (Fest Art Abt) 14 mit den Festungsartilleriekompanien (Fest Art Kp) 73 (Schmockenfluh), 77 (Legi-Waldbrand), 78 (Interlaken) sowie die Fest Art Abt 15 mit den Fest Art Kp 74 (Hondrich), 75 (Burgfluh) und 76 (Faulensee). Mit der Truppenordnung 1951 wurden die Artilleristen und Infanteristen der Aussenverteidigung in Festungseinheiten (Fest) zusammengefasst und die Bezeichnung Art weggelassen.

## Heute
Ende 2006 wurde die Festung an Privatpersonen verkauft. Der Festungsverein Hondrich betreibt die Anlage mit dem Ziel, sie der Nachwelt zu erhalten. Sie ist an fixen Führungsterminen gemäss Website des Festungsvereins oder auf Anfrage zur Besichtigung mit Führung geöffnet. 